# Feldflieger-Abteilung 44
Feldflieger-Abteilung Nr. 44 – FFA 44 (Polowy oddział lotniczy nr 44) – jednostka obserwacyjna i rozpoznawcza lotnictwa niemieckiego Luftstreitkräfte z początkowego okresu I wojny światowej.

## Informacje ogólne
Jednostka została utworzona w drugim miesiącu I wojny światowej, w dniu 13 września 1914 roku z Festtungsfliegerabteilung 1 i weszła w skład większej jednostki 2 kompanii Batalionu Lotniczego nr 4 w Metz. Jednostka uczestniczyła w walkach na froncie zachodnim.
11 stycznia 1917 roku jednostka została przeformowana i zmieniona we Fliegerabteilung 44 – (FA 44).
W jednostce służył m.in. późniejszy as Jagdstaffel 5, Karl Treiber.

## Dowódcy eskadry
| Stopień | Nazwisko | Okres |
| ------- | -------- | ----- |
| kapitan | Kleist   |       |